# Апшдваны (платформа)
Апшдваны — железнодорожная платформа в Гудаутском районе Абхазии.
По состоянию на март 2019 года ни пассажирские, ни грузовые поезда на платформе не останавливаются.